# Pristiphora armata
Pristiphora armata är en stekelart som först beskrevs av Thomson 1862.  Pristiphora armata ingår i släktet Pristiphora, och familjen bladsteklar. Arten är reproducerande i Sverige.